# Bronisław Łokaj
Bronisław Łokaj (ur. 22 sierpnia 1909 w Kamionce Dolnej, zm. 19 października 1977 na Wyspach Kanaryjskich) – major piechoty Wojska Polskiego, nauczyciel, działacz emigracyjny.

## Życiorys
Urodził się 22 sierpnia 1909 w Kamionce Dolnej. Kształcił się w szkole w pobliskiej Kamionce Górnej, a następnie w Seminarium Nauczycielskim w Rudniku nad Sanem, a w 1931 zdał egzamin dojrzałości. Ukończył Wyższy Kurs Nauczycielski. Pracował jako nauczyciel w szkole podstawowej w Rakołupach. Pełnił funkcję komendanta Związku Strzeleckiego w Kamieniu k. Chełma.
W Wojsku Polskim został awansowany na stopień podporucznika piechoty ze starszeństwem z dniem 1 stycznia 1933. W 1934 był oficerem rezerwowym 23 Pułku Piechoty we Włodzimierzu Wołyńskim i pozostawał wówczas w ewidencji Powiatowej Komendy Uzupełnień Zamość. Po wybuchu II wojny światowej uczestniczył w kampanii wrześniowej 1939. Wówczas w stopniu porucznika rezerwy pełnił funkcję dowódcy 6 kompanii strzeleckiej w II batalionie 7 Pułku Piechoty Legionów z Chełma. Po agresji ZSRR na Polskę z 17 września 1939 został aresztowany przez sowietów. Pierwotnie został osadzony w obozie dla jeńców polskich w Ostaszkowie, po czym został zesłany w głąb ZSRR do łagrów, gdzie pracował w kopalni miedzi w Norylsku. Po amnestii z 1941 odzyskał wolność i wstąpił do Polskich Sił Zbrojnych w ZSRR, z którymi opuścił ziemie wschodnie. Służył w szeregach 28 Pułk Piechoty, pełniąc funkcję dowódcy kompanii. Później był oficerem Polskich Sił Zbrojnych, służył w szeregach 18 Lwowskiego Batalionu Strzelców, w stopniu kapitana pełniąc funkcje dowódcy 4 kompanii podczas kampanii włoskiej 1944 i bitwy o Monte Cassino, zastępcy dowódcy oraz p.o. dowódcy batalionu. Był trzykrotnie ranny
Po wojnie pozostał na emigracji. Tuż po wojnie był dowódcą Brygadowej Szkoły Podoficerskiej 6 Lwowskiej Brygady Piechoty. Wskutek odniesionych obrażeń z walk został inwalidą wojennym, w 1948 jako kapitan rezerwy przebywał w szpitalu w Ballochmyle. Pełnił stanowisko kierownika Szkoły Nauk Politycznych i Społecznych w Londynie. Pracował też jako asystent w St. Teresals Modern Secondory Scoll w Londynie. Na emigracji udzielał się również w życiu politycznym. Pełnił funkcję prezesa Konwentu Walki o Niepodległość. Zasiadał w Radzie Rzeczypospolitej Polskiej kadencji: I (1954–1957) (z nominacji prezydenta RP na uchodźstwie), II (1958–1963) (z nominacji prezydenta RP na uchodźstwie), III (1963–1968) (z ramienia KWoN), IV (1968–1970) (z ramienia KWoN). W 1955 został awansowany przez władze RP na uchodźstwie na stopień majora piechoty. Był powoływany przez Prezydenta RP na uchodźstwie Augusta Zaleskiego na członka Kapituły Orderu Virtuti Militari: 7 marca 1962, 7 lutego 1968 na dwa lata. Był mianowany członkiem Wydziału Oświaty i Wychowania Polaków w Wielkiej Brytanii: z dniem 1 stycznia 1967, z dniem 30 grudnia 1970. Został mianowany członkiem Głównej Komisji Skarbu Narodowego na trzyletnią kadencję od 29 maja 1968. Był inicjatorem wydania książki dotyczącej Lwowa, autorstwa Rosy Bailly.
Zmarł nagle na serce 19 października 1977 na Wyspach Kanaryjskich, gdzie udał się w ramach leczenia sanatoryjnego. Pierwotnie został pochowany na cmentarzu Streatham w Londynie. Później jego prochy przeniesiono na cmentarz parafialny w Krzeszowie (sektor A).

## Ordery i odznaczenia
- Krzyż Srebrny Orderu Virtuti Militari[1][2] nr 8742
- Krzyż Kawalerski Orderu Odrodzenia Polski (3 maja 1960)[1][2][19]
- Krzyż Walecznych (dwukrotnie)[1][2]
- Medal Wojska (czterokrotnie)[2]
- Srebrny Krzyż Zasługi z Mieczami[2]
- Krzyż Pamiątkowy Monte Cassino nr 19275[20]